# Anisophyllea beccariana
Anisophyllea beccariana är en tvåhjärtbladig växtart som beskrevs av Henri Ernest Baillon. Anisophyllea beccariana ingår i släktet Anisophyllea och familjen Anisophylleaceae. Inga underarter finns listade i Catalogue of Life.